# Acacia errabunda
Acacia errabunda är en ärtväxtart som beskrevs av Bruce R. Maslin. Acacia errabunda ingår i släktet akacior, och familjen ärtväxter. Inga underarter finns listade i Catalogue of Life.